# 椎葉ナナ
椎葉 ナナ（しいば ナナ、12月13日 - ）は、日本の漫画家。大阪府出身。在住。血液型A型。デビュー作は『Happy Happy Day』。

## 略歴
- 1999年 - 『デラックス別冊少女コミック』から「Happy Happy Day」でデビュー。
- 2018年 - 
  - 4月20日、中川大志主演による『覚悟はいいかそこの女子。』の実写映画化が決定した（2018年10月12日公開）[注 1][2][3][4]。
  - 5月19日、映画公開に先駆けMBS（2018年6月24日〜）・TBS（2018年6月26日〜）系で連続ドラマが放送される事が発表された[5]。

## 作品リスト
- 悪魔なカレといけにえ天使（2005年8月26日発売[6]、小学館、ベツコミフラワーコミックス、ISBN 4-09-130199-1）
  - 悪魔なカレといけにえ天使（『デラックスBetsucomi』2005年6月5日号）
  - TRANCEキッス（『デラックスBetsucomi』2005年2月5日号）
  - TROUBLEキッス（『デラックスBetsucomi』2005年4月5日号）
  - JOKERマジック（『デラックスBetsucomi』2004年2月5日号）
  - TRANCEキッス−恋せよ☆男の子−（描きおろし）
- アングラ・キッズ−学園隠密捕物帖−（2006年8月25日発売、小学館、ベツコミフラワーコミックス、ISBN 4-09-130565-2、全1巻）
  - アングラ・キッズ（『Betsucomi』2006年2月号 - 4月号）
  - フェイク（『デラックスBetsucomi』2005年8月5日号）
  - 夏恋☆パラダイス（『Betsucomi』2004年9月号）
- 王子ロマンチカ（2006年12月21日発売、小学館、ベツコミフラワーコミックス、ISBN 4-09-130754-X）
  - 純情エロティカ（『デラックスBetsucomi』2006年8月5日号）
  - 激情エロティカ（描きおろし）
  - 恋愛テッペン主義（『デラックスBetsucomi』2006年10月5日号）
  - ロミオな彼女（『デラックスBetsucomi』2006年6月5日号）
  - 王子とキスと眠り姫（『Betsucomi』2005年9月号）
- 放課後キッス（2007年6月26日発売、小学館、ベツコミフラワーコミックス、ISBN 978-4-09-131086-6）
  - 放課後キッス（『デラックスベツコミ』2006年12月5日号）
  - 裏放課後キッス（描きおろし）
  - 天使をプロデュース（『ベツコミ』2007年3月号 - 4月号）
  - 貴公子サマLOCK ON!!（『ベツコミ』2007年1月号）
- アニマル♂ジャングル（2007年11月26日発売、小学館、ベツコミフラワーコミックス、ISBN 978-4-09-131335-5）
  - アニマル♂ジャングル（『デラックスベツコミ』2007年10月号（初秋の超!特大号））
  - 最強ヴィーナス（『ベツコミ』2007年7月号）
  - 極上美男子パラドクス（『デラックスベツコミ』2007年8月号（夏の超!特大号））
  - おしゃべりなSympathy（『デラックスベツコミ』2007年6月号（初夏の超!特大号））
  - 裏アニマル♂ジャングル（描きおろし）
- 美少年もらいました。〜おしかけ執事〜（2008年6月26日発売、小学館、ベツコミフラワーコミックス、ISBN 978-4-09-131665-3）
  - 美少年もらいました。〜おしかけ執事〜（『ベツコミ』2007年11月号 別冊ふろく）
  - 裏・美少年もらいました。（『ベツコミ』2007年11月号 別冊ふろく）
  - ラブ★ラブGang（『デラックスベツコミ』2007年12月号（秋の超!特大号））
  - クセになっちゃう！（『デラックスベツコミ』2008年6月号（初夏の超!特大号））
  - 王子様のサロン（『ベツコミ』2008年2月号）
  - 続!ラブ★ラブGang（描きおろし）
- ヤっちまいな！（2008年11月26日発売、小学館、ベツコミフラワーコミックス、ISBN 978-4-09-132150-3）
  - ヤっちまいな!!（『デラックスベツコミ』2008年4月号（春の超!特大号））
  - イっちまいな!!（『ベツコミ』2008年10月号）
  - 妄想ロリポップ（『デラックスベツコミ』2008年10月号（初秋の超!特大号））
  - ベイビー輪舞曲（ロンド）（『ベツコミ』2006年6月号）
- 極上Twins（2009年5月26日発売、小学館、ベツコミフラワーコミックス、ISBN 978-4-09-132377-4）
  - 極上Twins（『デラックスベツコミ』2008年12月号（秋の超!特大号））
  - チョコレート戦争（『ベツコミ』2009年2月号 別冊ふろく）
  - 悪戯（いたずら）王子（『ベツコミ』2008年7月号）
  - カテキョとおべんきょ（『デラックスBetsucomi』2006年冬の超!特大号）
  - 極上Twins-未緒の事情-（描きおろし）
- 先生はエゴイスト♥（2009年8月26日発売[7]、小学館、ベツコミフラワーコミックス、ISBN 978-4-09-132664-5）
  - 先生はエゴイスト♥（『デラックスベツコミ』2009年8月号（夏の超!特大号））
  - 先生の恋人（『デラックスベツコミ』2009年6月号（初夏の超!特大号））
  - 先生の飼いネコ（『デラックスベツコミ』2009年4月号（春の超!特大号））
  - 先生はエゴイスト♥in夏休み（描きおろし）
- レイトン教授と永遠の歌姫（2009年12月発行、アニメ映画のコミカライズ、小学館プラス・アンコミックスシリーズ、ISBN 978-4-09-159068-8）
- ラブ♥シェア（2010年5月26日発売[8]、小学館、ベツコミフラワーコミックス、ISBN 978-4-09-133264-6、全1巻）
  - ラブ♥シェア（『デラックスベツコミ』2009年10月号（初秋の超!特大号）、12月号（秋の超!特大号）、2010年4月号（春の超!特大号））
  - ラブ♥シェア 衣奈の部屋（描きおろし）
- 先生はサディスティック（2010年8月26日発売[9]、小学館、ベツコミフラワーコミックス、ISBN 978-4-09-133389-6）
  - 先生はサディスティック（『ベツコミ』2009年6月号）
  - 先生は嘘つき（『ベツコミ』2010年7月号 別冊ふろく）
  - サンタクロースパニック!（『ベツコミ』2008年12月号）
  - 恋愛指数0%（『ベツコミ』2010年5月号 別冊ふろく『Betsucomi 40th ANNIVERSARY メガ★厚』）
  - 先生はやっぱり嘘つき（描きおろし）
- オオカミたちの飼育法（2011年2月25日発売、小学館、ベツコミフラワーコミックス、ISBN 978-4-09-133656-9、全1巻）
  - オオカミたちの飼育法（『ベツコミ』2010年4月号、『デラックスベツコミ』2010年11月号（秋の超!特大号）、2011年1月号（冬の超!特大号））
  - オオカミたちの飼育法+α（描きおろし）
- 堕天使がやってきた。[注 2]（2012年6月25日発売[10]、集英社、マーガレットコミックス、『マーガレット』2011年24号、2012年7号、9号 - 11号、ISBN 978-4-08-846797-9、全1巻）
  - 元 堕天使がやってきた。（描きおろし）
- 王様は執事サマ（2012年10月26日発売[11]、小学館、モバフラフラワーコミックス、ISBN 978-4-09-134834-0）
  - 王様は執事サマ（『モバフラ』2011年11月20日号）
  - 王様は執事サマ〜極甘パティシェール〜（『モバフラ』2012年5月20日号）
  - 王様は執事サマ〜秘め恋パティシェール〜（『モバプレ』2012年6月25日号）
  - 王様は執事サマ〜密恋パティシェール〜（『モバプレ』2012年8月25日号）
  - トランス×トリック〜キスよりもっと♡〜（『モバフラ』2011年9月5日号）
- ねぇ、誰にもヒミツだよ（2013年2月25日発売[12]、集英社、マーガレットコミックス、ISBN 978-4-08-846891-4）
  - ねぇ、誰にもヒミツだよ（『ザ マーガレット』2012年8月号）
  - 女王様メランコリック（『ザ マーガレット』2011年8月号）
  - モノローグ・モノクローム（『ザ マーガレット』2013年2月号）
  - 王子様裏事情（『マーガレット』2011年7号）
  - 悪魔が来たりて（『マーガレット』2012年18号）
- キミに恋していーですか。（2013年、集英社、マーガレットコミックス、全2巻）
  1. 2013年5月24日発売[13]、『マーガレット』2013年3・4合併号[14] - 10号、ISBN 978-4-08-845043-8
    - キミに恋していーですか。番外編[15]（『マーガレット』2013年8号別冊ふろく『NEXT HIT STORY 番外編』）

  2. 2013年10月25日発売[16]、『マーガレット』2013年11号 - 15号、ISBN 978-4-08-845111-4
    - キミに恋していーですか。番外編（『マーガレット』2013年12号別冊ふろく『miniマーガレット』、『ザ マーガレット』2013年10月号）
- 覚悟はいいかそこの女子。（2014年、集英社、マーガレットコミックス、全2巻）
- ハジメテ（2014年10月10日発売[17]、小学館、モバフラフラワーコミックスアルファ、ISBN 978-4-09-136609-2）
  - ハジメテ♡〜ハジメテの彼女〜（『モバフラ』2012年10月20日号）
  - ハジメテ♡〜ハジメテのデート〜（『モバフラ』2012年11月25日号）
  - ハジメテ♡〜ハジメテのラブホ〜（『モバフラ』2013年9月20日号）
  - ハジメテ♡〜ハジメテのキス〜（『モバフラ』2014年8月10日号）
  - 彼の憂鬱×彼女の秘密（『モバフラ』2011年4月20日号）
- 痛くしていーよ。（2015年3月10日発売[18]、小学館、プチコミックフラワーコミックスアルファ、ISBN 978-4-09-136799-0）
  - 痛くしていーよ。（『プチコミック』2014年1月号別冊ふろく『1冊まるごとプロポーズ!!』）
  - 痛くしちゃイヤ！（『プチコミック』2014年12月増刊秋号）
  - 痛くしちゃうぞ？[19]（『プチコミック』2015年1月号別冊ふろく『プチプチコミック』1月号）
  - 恋は〆切の後に？[20]（『プチコミック』2013年11月号）
- ときめいちゃってゴメンね？[注 3]（2015年11月25日発売[21]、集英社、マーガレットコミックス、『マーガレット』2015年10号[22][23] - 2015年16号[24]、ISBN 978-4-08-845482-5、全1巻）
  - ときめいちゃってゴメンね？〜その後の2人〜（描きおろし）
- 侵食症候群(シンドローム)（2016年4月8日発売[25]、小学館、プチコミックフラワーコミックスアルファ、ISBN 978-4-09-138336-5）
  - 侵食症候群(シンドローム)[26]（『プチコミック』2015年6月増刊春号）
  - あたたかな場所[27][28]（『プチコミック』2016年2月増刊冬号）
  - ボクのペットになりなさい。[29][30]（『プチコミック』2015年4月号）
  - 背徳論理（ロジック）-消せない記憶-[31][32]（『プチコミック』2015年12月号）
  - あたたかな場所 HARU Side（描きおろし）
- 秘密の花園（2017年1月10日発売[33]、小学館、プチコミックフラワーコミックスアルファ、ISBN 978-4-09-139225-1）
  - 秘密の花園[34]（『プチコミック』2016年6月増刊春号）
  - 迷子のこねこさん[35]（『プチコミック』2016年8月増刊夏号）
  - わたしのお家はどこですか？[36]（『プチコミック』2016年12月増刊秋号）
- 春は短し恋せよ男子。（2018年 - 2019年、集英社、マーガレットコミックス、全4巻）
  1. 2018年6月25日発売[37][38]、『マーガレット』2018年7号[39][40] - 12号、ISBN 978-4-08-844054-5
    - 春は短し恋せよ男子。<番外編> おやつのじかん（描きおろし）

  2. 2018年9月25日発売[41]、『マーガレット』2018年14号 - 19号、ISBN 978-4-08-844094-1
    - 映画「覚悟はいいかそこの女子。」ルポまんが[注 1][42][43]（『マーガレット』2018年14号）

  3. 2019年1月25日発売[44]、『マーガレット』2018年20号 - 22号、2018年24号 - 2019年2号、ISBN 978-4-08-844154-2
    - 告白の帰り道①（描きおろし）
    - 告白の帰り道②（描きおろし）
    - 春恋男子。杉山編（描きおろし）

  4. 2019年5月24日発売[45]、『マーガレット』2019年3・4合併号 - 10・11合併号[46]、ISBN 978-4-08-844198-6
    - 春恋男子。その後（描きおろし）[47]
- 優しいオトコ（仮）（2018年10月10日発売[48]、小学館、プチコミックフラワーコミックスアルファ、ISBN 978-4-09-870241-1）
  - 優しいオトコ（仮） 甘い命令[49]（『プチコミック』2017年2月増刊冬号）
  - 純愛ア･ラ･カルト〜きみに酔わせて〜[50][51]（『プチコミック』2017年8月増刊夏号）
  - 片恋ア･ラ･カルト 二番目に近い場所[52]（『プチコミック』2017年10月号別冊ふろく『特厚セブン』）
  - 失恋ア･ラ･カルト[53]（『プチコミック』2017年12月増刊秋号）
  - 年下、純情、狼系。[54]（『プチコミック』2017年2月号 別冊ふろく『《特集》いじわる運命』）
- 隣のヒモ（疑惑）が極上すぎてツラい。（2020年3月10日発売[55]、小学館、プチコミックフラワーコミックスアルファ、ISBN 978-4-09-870791-1）
  - 生きてますか？お隣さん！[56]（『プチコミック』2019年8月増刊夏号）
  - 溺愛ですか？お隣さん！[57]（『プチコミック』2019年12月増刊秋号）
  - 鷹取主任のお気に入り[58]（『プチコミック』2019年11月号別冊ふろく『MEN'S Petit〜おとこもすなる恋のたしなみ〜』）
  - キミ、廻る、世界。〜1月の雪〜[59]（『プチコミック』2018年2月別冊ふろく『＃運命の恋しかない＃超イチャ甘＃何度でもあなたと恋する＃この年上男子がヤバイ』）
- 誘拐婚（2020年10月9日発売[60]、『プチコミック』2020年2月増刊冬号[61][62]、6月増刊春号、8月増刊夏号[63][64]、小学館、プチコミックフラワーコミックスアルファ、ISBN 978-4-09-871191-8、全1巻）
  - ifの世界〜4月の月[65]（『プチコミック』2017年6月増刊春号）

### アンソロジー
- 蜜愛セレブ[注 4]（2010年6月25日発売[66]、小学館、ベツコミフラワーコミックススペシャル、ISBN 978-4-09-133277-6）
  - オオカミたちの飼育法（『ベツコミ』2010年4月号）
  - どーでもいいこだわり（描きおろし）
- Pure Love Seasons 4 冬 〜ずっといっしょ〜[注 5]（2013年1月25日発売[67]、小学館、フラワーコミックススペシャル、ISBN 978-4-09-135149-4）
  - やんちゃなサンタクロース（『ベツコミ』2004年12月号）
- その恋、切なすぎて死ぬ。[注 6]（2016年2月25日発売[68][69]、ザ マーガレットコミックスDIGITAL）
  - 彼女の世界 僕の世界[70]（『ザ マーガレット』2014年2月号）
- 愛に包まれて私は心地よい夢をみる[注 7]（2016年6月24日発売[71][72]、ザ マーガレットコミックスDIGITAL）
  - もう恋なんて!![73]（『ザ マーガレット』2014年12月号）

### 単行本未収録作品
- Happy Happy Day（『デラックス別冊少女コミック』1999年8月5日号（夏の特大号）、『プチコミック』2022年8月号別冊ふろく『デビュー作、解禁』、デビュー作）
- 10センチの時間（『デラックス別冊少女コミック』2002年2月号）
- 恋愛コンプレックス（『デラックス別冊少女コミック』2002年4月号）
- ダイキライだいすき（『デラックスBetsucomi』2002年6月号）
- プラスティック・ハート（『デラックスBetsucomi』2002年8月号）
- 歩いて帰ろう!（『デラックスBetsucomi』2002年10月号）
- プライベートレーベル（『Betsucomi』2002年10月号）
- どうしよう!（『デラックスBetsucomi』2003年2月号）
- 小悪魔のkiss（『デラックスBetsucomi』2003年4月号）
- 今夜、キミにあいたくて（『デラックスBetsucomi』2003年6月号）
- ミラクルポーション（『Betsucomi』2003年6月号）
- 恋するBaby Boo!（『デラックスBetsucomi』2003年10月号）
- HOLY NIGHT☆ヘヴン（『Betsucomi』2003年12月号）
- 嘘つきBABY CUTE（『デラックスBetsucomi』2004年4月号）
- 小日向荘の住人達（『デラックスBetsucomi』2004年6月号）
- カウボーイHEAVEN（『Betsucomi』2005年11月号特別ふろく『Sweet Love Stories』）
- 美肌一族（『デラックスBetsucomi』2009年2月号）
- 神さまとキスの話[74]（『マーガレット』2015年2号）
- 片恋少女[75]（『ザ マーガレット』2015年12月号）
- 13センチメンタル[76][77]（『マーガレット』2016年15号）
- 旅Episode北で出会った男子in北海道[78]（『ベツコミ』2019年9月号別冊ふろく『LOVE JOURNEY!! 〜全国から『恋』、あつめました。〜』）
- 僕らの姫は意外とかわいい[79]（『ザ マーガレット』2019年10月号）
- Dr.、教えてさし上げます。[80]（『プチコミック』2020年3月号別冊ふろく『愛を知る夜』）
- ハグ、30秒間。[81]（『プチコミック』2020年12月増刊秋号）
- この犬は「待て!」ができない[82]（『プチコミック』2021年2月増刊冬号）
- マリッジ・メーカー 幸せは作り出すもの♡♡（『プチコミック』2021年6月増刊春号[83] - 連載中、『プチコミック』2022年2月号[84]、2022年5月号[85]、2022年8月号）